# A Change of Pace
A Change of Pace est un groupe américain de pop punk, originaire de Peoria, en Arizona. Formé en 2001, le groupe compte un total de trois albums — An Offer You Can't Refuse en 2005, Prepare the Masses en 2006, It Could Be Worse en 2011 —, et trois EP,  Change Is the Only Constant en 2003, Just No Better Way en 2008, et In this Together en 2009. Le groupe, d'abord considéré comme screamo et post-hardcore, est ensuite considéré comme pop punk influencé par le rock alternatif.
A Change of Pace comprend actuellement son chanteur d'origine Torry Jasper, le bassiste et deuxième vocaliste Johnny Abdullah, les guitaristes Adam Rodgers et Dan Parker et Jonathan Kelley à la  batterie. Micah Bentley a remplacé Torry Jasper comme chanteur du groupe entre 2008 et 2011.

## Biographie

### Première période
A Change of Pace est formé en 2001 lorsque le chanteur Torry Jasper et le batteur Jonathan Kelly jouaient ensemble au lycée (Centennial High School). En 2003, après quelques années de jamming et de petits concerts, le bassiste Johnny Abdullah et le guitariste Adam Rodgers se joignent au groupe. Ils seront découverts par l'agent artistique Jorge Hernandez, et seront signé en quelques mois au label Immortal Records auquel ils publieront l'EP Change Is the Only Constant.
En 2005, le groupe publie son premier album, An Offer You Can't Refuse, et atterrit au Vans Warped Tour. Un an après la sortie de l'album, le 15 août, A Change of Pace publie son deuxième opus, Prepare the Masses. Le groupe recrutera aussi un cinquième membre, Dan Parker (ex-Don't Let Go). Le 1er juin 2008, le groupe annonce sa séparation avec Torry Jasper, et son remplacement par Micah Bentley. Puis sortent leur EP, Just No Better Way.
Leur troisième et dernier album, It Could Be Worse, est publié le 20 février 2011. Le 13 mars 2011, le batteur Jon Kelley annonce sur Facebook la séparation de A Change of Pace, après dix ans de service. Leur dernier concert, A Change of Pace Farewell Show, est organisé le 22 avril au Clubhouse de Tempe.

### Deuxième période
À Noël 2011, A Change of Pace se réunit avec Torry Jasper pour jouer au festival South By So What à Dallas, au Texas, le 17 mars 2012. Après, le groupe décide de travailler sur un nouvel album, intitulé Torry Jasper, qui ne sera jamais publié. En mai 2016, le groupe annonce deux concerts en commémoration de la dixième année de leur album Prepare the Masses, qui se déroulera le 30 juillet 2016 aux Pressroom de Phoenix, en Arizona, et le second show qui prendra place au Chain Reaction à Anaheim, le 6 août 2016.

## Style musical et influences
Le style musical de A Change of Pace s'inspire de différents groupes, oscillant entre pop comme the Beatles, au heavy metal comme Black Sabbath et Led Zeppelin, en passant par le piano pop/rock comme Five for Fighting et Ben Folds. Le groupe cependant s'inspire principalement du groupe de rock alternatif Third Eye Blind.

## Membres
- Torry Jasper - chant (2001–2008, 2012–2016), guitare rythmique (2001-2006)
- Jonathan Kelley - batterie (2001–2016)
- Johnny Abdullah - basse, chant (2001–2016)
- Adam Rodgers - guitare solo (2001–2016)
- Dan Parker - guitare rythmique, chant (2006–2016)
- Micah Bentley - chant solo (2008–2011, 2016)

## Discographie

### Albums studio
- 2005 : An Offer You Can't Refuse
- 2006 : Prepare the Masses
- 2011 : It Could Be Worse

### EP
- 2003 : Change Is the Only Constant
- 2008 : Just No Better Way
- 2005 : In This Together
- 2013 : The B-Sides

### Compilations
- 2005 : Masters of Horror
- 2006 : A Santa Cause: It's a Punk Rock Christmas
- 2009 : Rockin' Romance

### Démo
- 2000 : Connect Set